# Farafangana (distrikt)
Farafangana District är ett distrikt i Madagaskar.   Det ligger i regionen Atsimo-Atsinananaregionen, i den södra delen av landet, 400 km söder om huvudstaden Antananarivo.
Följande samhällen finns i Farafangana District:
- Farafangana